# 1777 în literatură
Anul 1777 în literatură a implicat o serie de evenimente și cărți noi semnificative.  

## Cărți noi
- Frances Brooke - The Excursion
- Phoebe Gibbes - Modern Seduction
- Henry Mackenzie - Julia de Roubigne
- Samuel Jackson Pratt
  - Charles and Charlotte
  - (ca "Courtney Melmoth") Travels for the Heart
- Clara Reeve
  - The Champion of Virtue
  - The Old English Baron